# Бєляєв Андрій Левонтійович
В'ячеслав Павлович Бєляєв (17 липня 1982 — 13 липня 2021) — головний сержант 57-ї окремої мотопіхотної бригади Збройних Сил України, учасник російсько-української війни.

## Життєпис
Народився 17 липня 1982 року на Дніпропетровщині, мешкав у місті Нікополь.
Відслуживши строкову службу, Андрій заробляв на життя, як міг: працював на різних підприємствах, трохи займався бізнесом. Одружився. Зрештою шлюб розпався, але в ньому народилося троє чудових дітей.
Добровільно пішов у військкомат коли почалася російська агресія на сході. У березні 2014 року був мобілізований, проходив військову службу у військовій частині 3036 Національної гвардії. Брав участь у боях за визволення Маріуполя.
Коли термін мобілізації закінчився, підписав контракт зі Збройними силами і прийшов у 57-му окрему мотопіхотну бригаду імені кошового отамана Костя Гордієнка.
З січня 2016 року був призначений командиром взводу. У 2018-му перевівся до 28-ї окремої мотопіхотної бригади, але за рік повернувся в 57-му. В серпні 2020 року був переведений до 17-го батальйону. Був командиром механізованого відділення механізованої роти у званні головного сержанта.
У 2021 році заочно закінчив Нікопольський факультет Національної металургійної академії України.
Загинув 13 липня 2021 року о 17.30 внаслідок смертельних осколкових поранень, яких зазнав під час масованого артилерійського обстрілу позицій ЗСУ в районі с. Причепилівка Новоайдарського району на Луганщині. Під час цього обстрілу був також важко поранений старший лейтенант Дмитро Сівоконь, який помер через десять днів, 23 липня 2021 року, у Харківському військовому госпіталі.
Похований 19 липня у м. Нікополь на Алеї почесних поховань міського кладовища.
Залишилися мати, дружина і троє дітей від першого шлюбу.

## Нагороди
- Указом Президента України № 576/2021 від 15 листопада 2021 року, «за особисту мужність, виявлену у захисті державного суверенітету та територіальної цілісності України, сумлінне і бездоганне служіння Українському народові», нагороджений орденом «За мужність» III ступеня (посмертно)[1].